# Portada/article maig 28

## Anur
Els anurs (Anura, 'sense cua' en grec; antigament coneguts com a Salientia, 'saltadors' en llatí) són un ordre d'amfibis, que inclou tots els animals coneguts vulgarment com granotes i gripaus.
La majoria d'anurs es caracteritzen per tenir llargues extremitats posteriors, un cos curt, dits palmejats, ulls prominents i absència de cua. La majoria d'anurs tenen un estil de vida semiaquàtic, però poden moure's fàcilment a la terra saltant o escalant. Solen pondre els ous en basses, estanys i llacs, i les larves, anomenades capgrossos, tenen brànquies i es desenvolupen a l'aigua. Els anurs adults tenen una dieta carnívora que es compon principalment d'artròpodes, anèl·lids i gastròpodes. Els anurs poden ser detectats per la seva crida, que es pot sentir extensament de dia o de nit, principalment a la temporada d'aparellament.